# Neuville-Vitasse
Neuville-Vitasse är en kommun i departementet Pas-de-Calais i regionen Hauts-de-France i norra Frankrike. Kommunen ligger i kantonen Arras-Sud som tillhör arrondissementet Arras. År 2022 hade Neuville-Vitasse 484 invånare.

## Befolkningsutveckling
Antalet invånare i kommunen Neuville-Vitasse
| Referens: INSEE |